# Deaglan McEachern
Deaglan McEachern (ur. 5 sierpnia 1983 r. w Portsmouth) – amerykański wioślarz.

## Osiągnięcia
- Mistrzostwa Świata – Monachium 2007 – czwórka podwójna – 9. miejsce[1].